# U.S. Route 62
U.S Route 62 (också kallad U.S. Highway 62 eller med förkortningen  US 62) är en amerikansk landsväg i USA som sträcker sig i nordväst-sydöstlig riktning. Vägen är 3618 km lång och sträcker sig mellan mexikanska gränsen i El Paso, Texas till Niagara Falls, New York, nära den kanadensiska gränsen.